# 청와대 광야교회
청와대 광야교회(靑瓦臺廣野敎會)는 서울특별시 종로구 청와대로, 효자로, 삼청로, 세종대로 일대에 위치한 천막 형태의 교회로, 2019년 설립되었다. 전광훈 목사 주도로 열리는 문재인 탄핵을 포함한 활동과 연관된 교회이다.

## 같이 보기
- 전광훈